# Ляшенко, Иван Никифорович
Иван Никифорович Ляшенко — советский хозяйственный, государственный и политический деятель, Герой Социалистического Труда.

## Биография
Родился в 1936 году на территории современной Луганской области. Член КПСС.
С 1958 года — на хозяйственной, общественной и политической работе. В 1958—1996 гг. — слесарь-сборщик в экспериментальном цехе, на производстве запоминающих устройств, устройств первичной обработки информации, автоматических пишущих машинок Северодонецкого приборостроительного завода Северодонецкого научно-производственного объединения «Импульс» имени XXV съезда КПСС Министерства приборостроения, средств автоматизации и систем управления СССР.
Указом Президиума Верховного Совета СССР от 13 мая 1977 года присвоено звание Героя Социалистического Труда с вручением ордена Ленина и золотой медали «Серп и Молот».
Делегат XXV съезда КПСС.
Почётный гражданин города Северодонецк (26.05.1988).
Живёт в Северодонецке.